# Heinrich Kratina
Heinrich Kratina (* 15. Januar 1906 in Essen; † 10. November 1944 in Köln-Ehrenfeld) war ein deutscher kommunistischer Widerstandskämpfer gegen den Nationalsozialismus als Mitglied der Ehrenfelder Gruppe.

## Leben
Heinrich Kratina handelte wie Peter Hüppeler aus kommunistischer Überzeugung. Die anderen in der Gruppe waren fahnenflüchtige Wehrmachtssoldaten, untergetauchte Juden und entlaufene Zwangsarbeiter. Zu denen, die am 10. November 1944 in der Hüttenstraße ohne Gerichtsverfahren öffentlich gehenkt wurden, gehörte auch Heinrich Kratina.

## Medien
Die Geschichte wurde in dem Kinofilm Edelweißpiraten von 2004 verfilmt.